# Parque nacional Ala Archa
El Parque nacional Ala Archa es un espacio protegido alpino en las montañas de Tian Shan de Kirguistán, establecido en 1976 y situado a unos 40 km al sur de la ciudad capital de Biskek. El parque, que incluye el desfiladero del río Ala-Archa y las montañas que lo rodean, es un destino popular para picnis de fin de semana, excursionistas, senderistas, esquiadores, así como los alpinistas que buscan un retos de hielo y rocas.
El parque cubre unos 200 kilómetros cuadrados, y su altitud varía de unos 1500 metros a la entrada a un máximo de 4895 metros en el Pico de Semenova Tian-Shanski, el pico más alto de la cordillera Ala-Tau del Tian Shan. Hay más de 20 glaciares y unos 50 picos de montaña en el parque. Además dos ríos más pequeño, el Adygene y el Ak-Sai.

## Imágenes

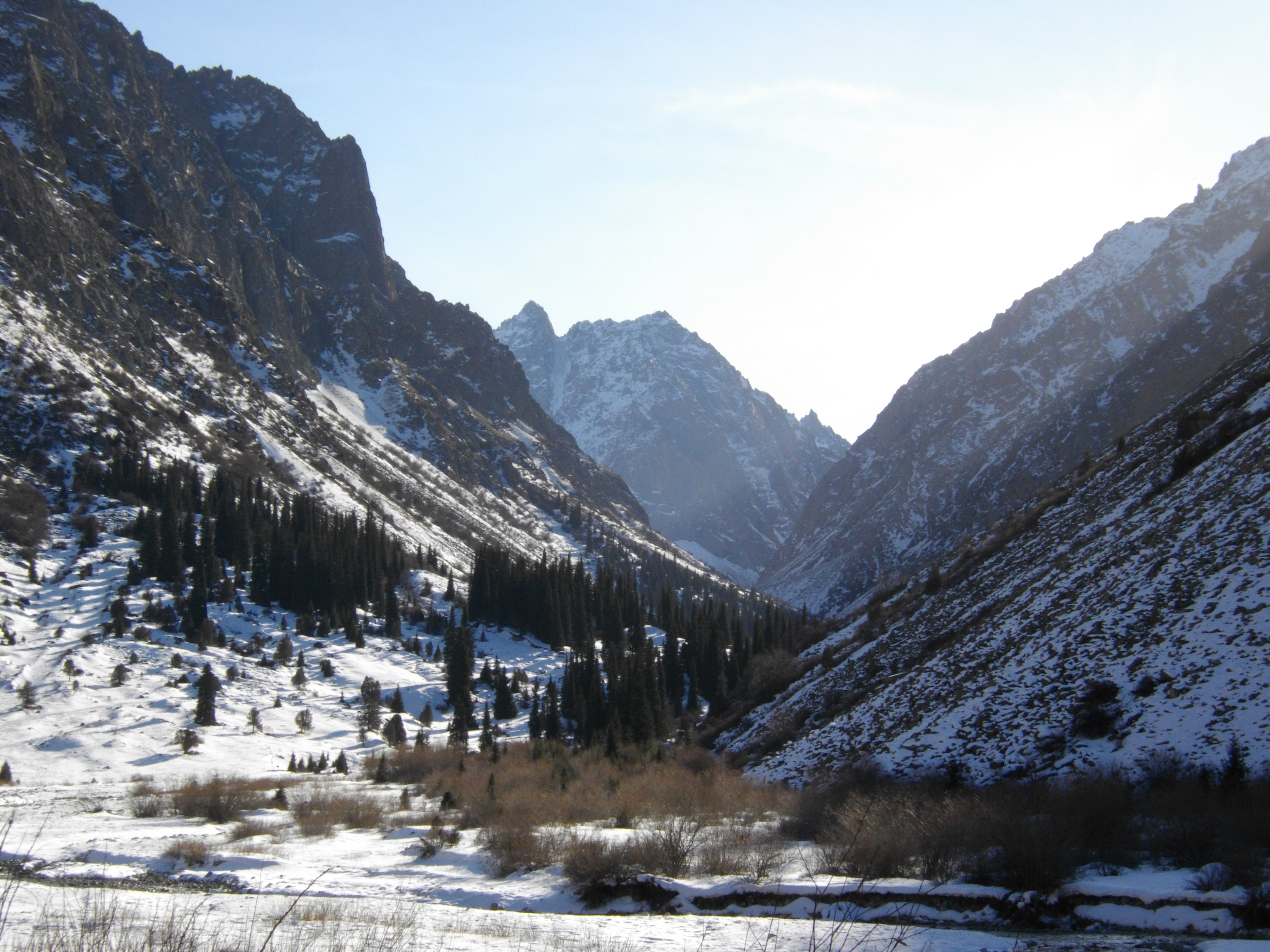
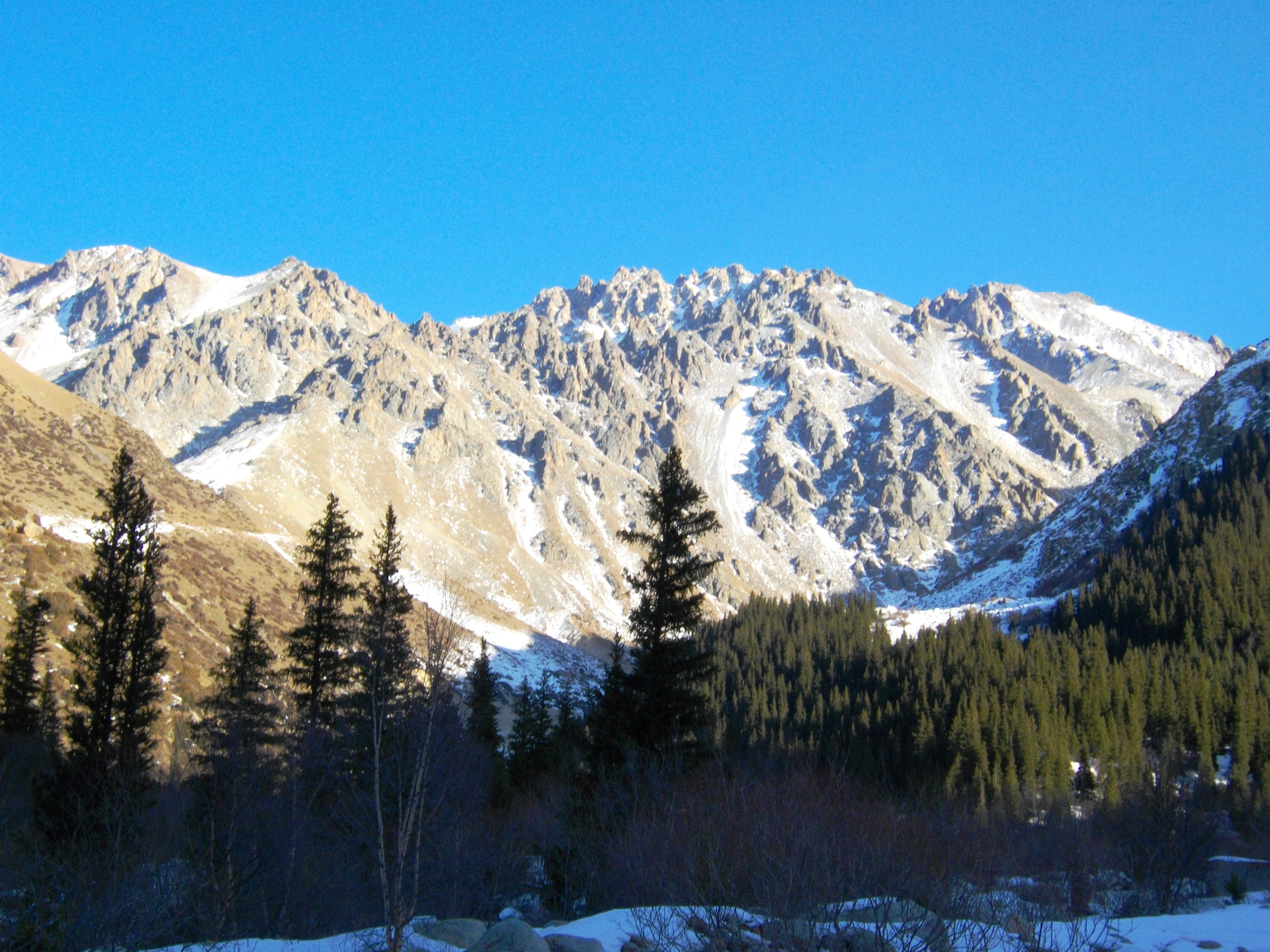
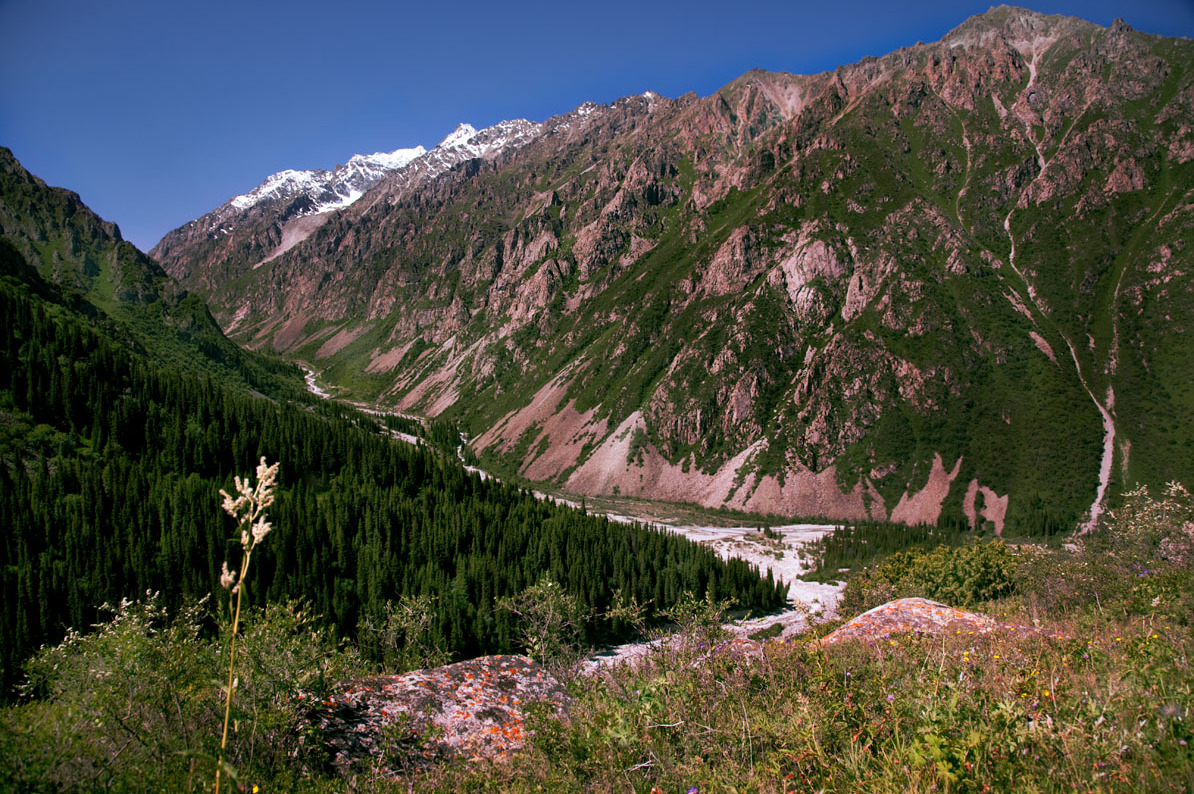
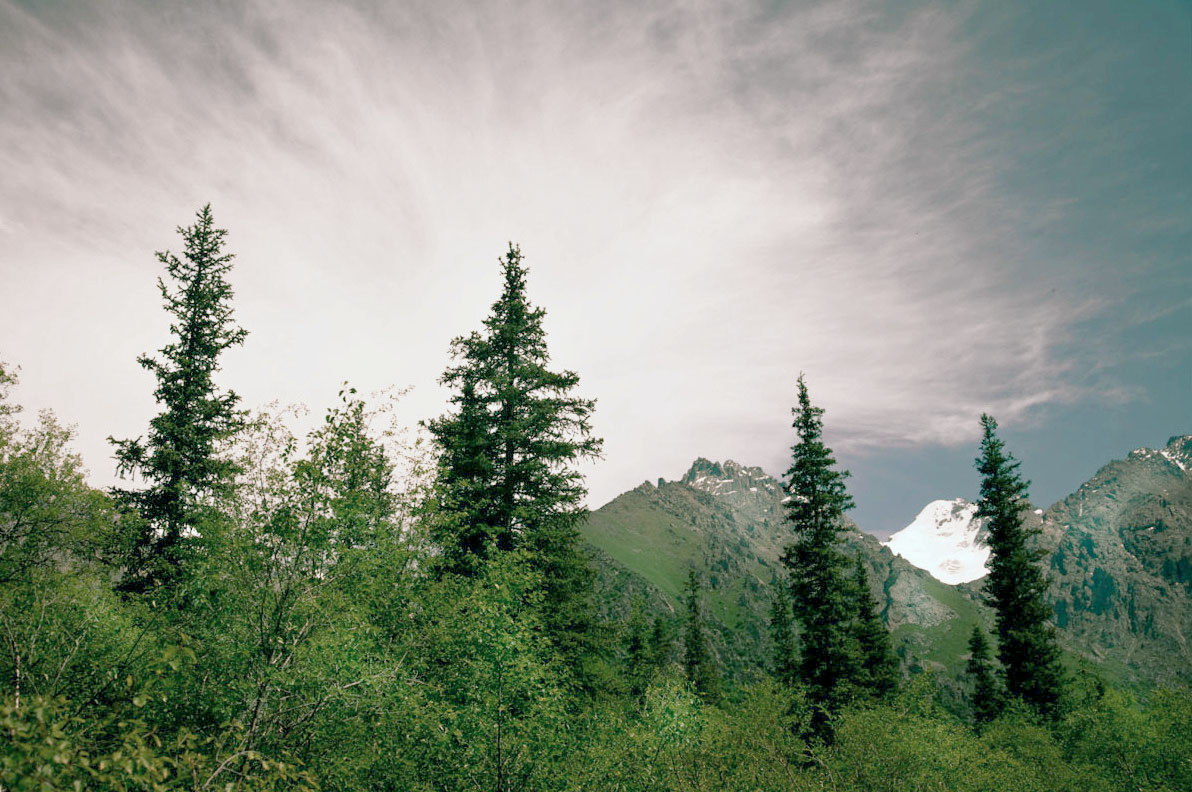